# Alcis albigrisea
Alcis albigrisea är en fjärilsart som beskrevs av W. Warren 1896. Alcis albigrisea ingår i släktet Alcis och familjen mätare. Inga underarter finns listade i Catalogue of Life.